# Douglas Is Cancelled
Douglas Is Cancelled est une mini-série télévisée britannique créée et écrite par Steven Moffat, réalisée par Ben Palmer et diffusée du 27 juin au 18 juillet 2024 sur ITV1.
En France, elle est diffusée le 5 mars 2025 sur Arte.

## Synopsis
Douglas Bellowes est un présentateur de journal télévisé très respecté, dont la vie commence à se dégrader lorsqu'il est accusé sur les réseaux sociaux d'avoir fait une blague sexiste lors d'un mariage.

## Distribution
- Hugh Bonneville (VF : Patrick Bonnel) : Douglas Bellowes, présentateur principal du journal télévisé Live at Six.
- Karen Gillan (VF : Marie-Eugénie Maréchal) : Madeline Crow, la co-présentatrice de Douglas.
- Alex Kingston (VF : Carole Franck) : Sheila Bellowes, l'épouse de Douglas et rédactrice en chef d'un journal.
- Nick Mohammed (VF : Antoine Schoumsky) : Morgan, un scénariste comique travaillant pour Live at Six.
- Simon Russell Beale : Bently, l'agent de Douglas
- Ben Miles : Toby, le producteur de Douglas.
- Madeleine Power (VF : Léana Montana) : Claudia Bellowes, la fille de Douglas et militante politique.
- Joe Wilkinson : Tom, le chauffeur de Toby.
- Kirsty Wark (en) : l'intervieweuse (dans son propre rôle)

 Source et légende : version française (VF) sur RS Doublage

## Production
La série a été écrite par Steven Moffat, réalisée par Ben Palmer et produite par Hartswood Films en association avec SkyShowtime et BBC Studios Distribution. Moffat est également producteur exécutif aux côtés de sa femme Sue Vertue, avec Lawrence Till comme producteur. Moffat a précisé avoir écrit le scénario « en secret »,.

### Tournage
La production de la série en quatre parties a commencé à Londres en novembre 2023.

### Casting
En novembre 2023, Hugh Bonneville, Karen Gillan, Alex Kingston, Ben Miles, Simon Russell Beale et Nick Mohammed ont été confirmés dans le casting.

## Diffusion
La série entière était disponible au Royaume-Uni sur ITVX à partir du 27 juin 2024 et a été diffusée chaque semaine sur ITV1 du 27 juin au 18 juillet 2024,. En France, elle est disponible en streaming sur Arte.tv .

## Réception critique
Sur Rotten Tomatoes, 69 % des 16 critiques sont positives pour la mini-série, et la note moyenne est de 6,7/10. Le consensus des critiques sur le site Web indique : « Bien que le ciblage dispersé de cette satire sur des sujets épineux ne touche pas toutes les cibles, la performance habilement maladroite de Hugh Bonneville en fait un plaisir à regarder. » Sur Metacritic, il a reçu une note moyenne de 56 sur la base de sept critiques.
Sur AlloCiné, la série obtient la note de 3.5/5 et Télérama lui attribue 4/5. Télérama la juge "Jamais simpliste malgré quelques blagues faciles (certaines incompréhensions du scénariste sur l’époque y transpirent), cette satire instaure le vertige en se concentrant sur l’homme qui perd pied et non sur la figure publique".